# Cirriformia capillaris
Cirriformia capillaris är en ringmaskart som först beskrevs av Addison Emery Verrill 1900.  Cirriformia capillaris ingår i släktet Cirriformia och familjen Cirratulidae. Inga underarter finns listade i Catalogue of Life.